# Tuberculosa
Tuberculosa Framenau & Yoo, 2006 è un genere di ragni appartenente alla famiglia Lycosidae.

## Distribuzione
Le quattro specie sono state rinvenute in Australia: la T. harveyi nel Territorio del Nord; le altre tre specie nel Queensland.

## Tassonomia
Le caratteristiche di questo genere sono state desunte dall'esame degli esemplari di T. harveyi dagli aracnologi Framenau e Yoo .
Non sono stati esaminati esemplari di questo genere dal 2006.
Attualmente, a dicembre 2021, si compone di 4 specie:
- Tuberculosa austini Framenau & Yoo, 2006 — Australia (Queensland)
- Tuberculosa harveyi Framenau & Yoo, 2006[2] — Australia (Territorio del Nord)
- Tuberculosa hoggi (Framenau & Vink, 2006) — Australia (Queensland)
- Tuberculosa monteithi Framenau & Yoo, 2006 — Australia (Queensland)